# Marco Antonio de la Vega
Marco Antonio de la Vega fue un poeta y teólogo español nacido en el siglo XVI en Alcalá de Henares. No se sabe la fecha exacta de su nacimiento y solo se conoce que murió antes de 1622. Fue Maestro en Teología por la Universidad de Alcalá, donde se le otorgó la distinción de “poeta laureado” alrededor de 1579, de lo cual hace gala Cervantes en el Canto de Calíope. Su obra fue digna de los elogios de los más grandes poetas y escritores de su época. Por ejemplo, Lope de Vega, en su Laurel de Apolo, lo elogia de la siguiente manera:
Pero ¿quien se levanta revestido  
De álamo blanco, y de laurel ceñido? 
Parece al claro Henares caudaloso.
Oh rio venturoso!
Padre de ingenios celebres al mundo, 
Que laurear solias
Tus doctos hijos los felices días
Del siglo que jamás tendrá segundo
Cierto será que llega 
A la voz de la fama sonorosa 
Aquel ingenio, universal profundo
El docto Marco Antonio de la Vega, 
Ilustre en verso y erudito en prosa, 
Cuya pluma quejosa 
Parece que hoy escribe en los cuidados 
De su estilo amoroso:
‘Estos y bien serán pasos contados

Cual no los dió jamás pié doloroso.
Lope de Vega también lo menciona en “El jardín de Lope”, al igual que en La Filomena con otras diuersas rimas, prosas, y versos, obra en la cual expresa estimación por varios otros doctores. Igualmente, lo menciona en el prólogo de su comedia El desconfiado junto al Doctor Garay y al Doctor Cámara. Por último, también fue elogiado por Miguel de Cervantes en la octava 24 del “Canto de Calíope” dentro de La Galatea: 
La sabia frente del laurel honroso 
adornada veréis de aquél que ha sido  
en todas sciencias y artes tan famoso  
que es ya por todo el orbe conoscido.  
Edad dorada, siglo venturoso,  
que gozar de tal hombre has merescido: 
¿cuál siglo, cuál edad ahora te llega,  

si en ti está Marco Antonio de la Vega?   

## Obras
A pesar de ser reconocido como poeta laureado y elogiado como uno de los mejores poetas de la época no se han encontrado ejemplares impresos de sus obras o colecciones de poemas. Antonio Rodríguez-Moñino menciona que en los casos de algunos autores con extraordinaria fama y popularidad de la época sus obras no se imprimieron hasta siglos después o no salieron nunca a la luz pública como sucede con las obras de Marco Antonio de la Vega.  Uno de sus sonetos se conserva en la colección de glosas y sonetos de Lucas Rodríguez titulado Romancero Historiado (1581): 
	       Salid con alma enferma y dolorosa,
lágrimas las postreras de mi llanto,
sin esperanza ya de poder tanto
que se enternezca Silvia rigurosa.
Salid, mostrad mi muerte lastimosa,
sospiros por haber amado tanto,
que aquel alma cruel pusiera espanto
si no pudo hacerla pïadosa.
No cureis de piedad, que no la espero, 
pues el mal á tal punto me ha llegado, 
que aunque me den remedio no le quiero.
La muerte me pondrá en mejor estado, 
sabrá el cielo la causa porque muero, 

y el mundo de qué suerte soy tratado. (381)
	       Otros sonetos suyos aparecen en el Cancionero general de la doctrina cristiana de Juan López de Úbeda y en el Romancero Historiado de Lucas Rodríguez.